# Ведриани, Лодовико
Лодовико Ведриани (итал. Lodovico Vedriani; 1601 год, Модена — 9 февраля 1670 год, там же) — итальянский историк и священник. Посвятил себя исключительно истории своего родного города; сочинениями заслужил большое уважение, хотя в них встречаются неточности.

## Труды
Написал на итальянском языке:
- «Собрание моденских живописцев, скульпторов и архитекторов» (1622);
- «Жизнеописание моденских кардиналов» (1663);
- «История Модены» (1666)